# Norbert Wallez
Pour les articles homonymes, voir Wallez.
Norbert Wallez, né à Hacquegnies, le 19 octobre 1882 et mort à Saint-Servais le 24 septembre 1952, est un prêtre catholique, journaliste et collaborationniste belge qui dirigea le quotidien Le Vingtième Siècle dont le supplément Le Petit Vingtième accueillit les premiers dessins des Aventures de Tintin par Hergé.
Arrêté pour collaboration en septembre 1944, il est condamné en 1948 par la Cour militaire à cinq ans d'emprisonnement.

## Biographie

### Début
Étudiant à l'Université Catholique de Louvain, ordonné prêtre en 1906, il travaille comme enseignant. 

### Première Guerre mondiale
La Grande Guerre interrompt sa carrière. 

### Entre-deux-guerres
Il enseigne après la guerre au petit séminaire de Bonne-Espérance et à l'École supérieure de Commerce de Mons. 
En 1924, sur l'ordre du cardinal Mercier, il assume la direction du quotidien catholique conservateur Le Vingtième Siècle, influencé par Charles Maurras avec lequel il entretient une correspondance soutenue, tout comme avec Léon Daudet.
Antisémite, disciple du maréchal Foch et admirateur de Mussolini, qu'il a vu durant un séjour en Italie en 1923, il sympathise avec les idées du fascisme italien et imagine, dans un livre publié la même année, une fédération entre la Belgique et la Rhénanie, idée qu'il défend devant la Fédération wallonne des étudiants de Louvain.
En 1927, Hergé commence à travailler pour le journal et, un an plus tard, devient le directeur d'un nouveau supplément pour la jeunesse baptisé Le Petit Vingtième. En 1929, sur les recommandations de Mgr Louis Picard, aumônier général de l'action catholique de la jeunesse belge, l'abbé Wallez engage le jeune Léon Degrelle. À la suite des polémiques qu'il entretient au moyen du journal, Wallez est déchargé de son poste de directeur en 1933 et est nommé professeur de religion à l'École moyenne de Tournai. Il est ensuite, à sa demande, chargé de la petite paroisse d'Aulne-Gozée. S'intéressant à l'histoire de l'ancienne abbaye d'Aulne, il en restaure en partie les ruines.

### Seconde Guerre mondiale
Il est arrêté en septembre 1944 à la sortie de la messe à Beau-Vallon pour collaboration et est emprisonné à Charleroi, puis, à la suite d'une première instruction, envoyé en résidence surveillée à l'abbaye de Soleilmont.  

### Après-guerre
En juin 1947, le Conseil de Guerre le condamne à quatre ans d'emprisonnement ainsi qu'à 200 000 francs d'amende et à la destitution de ses titres, grades, fonctions et offices publics. La sentence est même portée à cinq ans, par arrêt de la Cour militaire en mars 1948. Transféré à la prison de Namur, puis à celle de Saint-Gilles, il est accueilli par les Sœurs de la Charité de Gand dans un de leurs établissements situé près de Namur, où il meurt le 24 septembre 1952. 

## Publications
- La Belgique de demain et sa politique, Bruxelles et Paris, 1916.
- La Belgique et les régions rhénanes. Une campagne "annexionniste" en 1838, Bruxelles et Paris, éd. G. Van Oest, 1918.
- Belgique et Rhénanie. Quelques directives d'une politique, Bruxelles, éd. A. Dewit, 1923.
- Le Commerce, force nationale, Bruxelles, 1924.

#### Livres
: document utilisé comme source pour la rédaction de cet article.
- Pierre Assouline, Hergé, Plon, 1998.
- Thierry Lemoine, « Norbert Wallez, prêtre, enseignant, publiciste, directeur du Vingtième Siècle (1924-1933), mentor d'Hergé et desservant de l'Hospice d'Aulne entre 1934 et 1944 », Sambre & Heure, nos 109-110,‎ mars-juin 2011.
- Jean-Claude Jouret, Hergé de l'abbé Wallez à Steven Spielberg, Neufchâteau, Éditions Weyrich, coll. « Étude-recherche » (no 2), 2017, 168 p., ill. ; 26 cm (ISBN 978-2-87489-422-0 et 2874894222, OCLC 1400759164).
- Marcel Wilmet, L’abbé Wallez, l’éminence noire de Degrelle et Hergé, Art9experts, 2018 (ISBN 9789082942415).
- Patrice Guérin, Tintin au delà des idées reçues : 22 contre-vérités sur Hergé et son œuvre, Bruxelles, Les Impressions nouvelles, 2024, 208 p. (ISBN 978-2-39070-115-6).

#### Périodiques
- Bernard Spee, « Tintin ou la nostalgie d'un amour perdu », La Revue nouvelle, no 10,‎ octobre 2004, p. 56-71 (lire en ligne).
- Lionel Baland, « L’Abbé Norbert Wallez », Synthèse nationale, Paris, no 31,‎ avril 2013.

#### Articles
- Pierre Godon, « Collabo, businessman et entremetteur : l'abbé Wallez, le sulfureux "second père" de Tintin », France Info,‎ 10 janvier 2019 (lire en ligne, consulté le 5 mai 2024).